# Euphorbia potaninii
Euphorbia potaninii är en törelväxtart som beskrevs av Jaroslav Ivanovic Yaroslav Ivanovich Prokhanov. Euphorbia potaninii ingår i släktet törlar, och familjen törelväxter. Inga underarter finns listade i Catalogue of Life.